# 無人水下載具

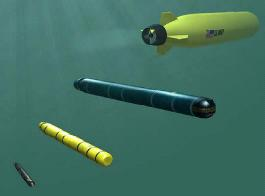
UUV

無人水下載具（Unmanned underwater vehicles，UUV）也称无人潜航器，或稱水下無人機（underwater drones），泛指在水面下的無人駕駛載具。主要可分為兩大類，一為需要人類操作的遙控潛水器（remotely operated underwater vehicles，ROVs），ROV使用一條包裹有銅線和光纖的繫繩與工作母船連接，操作者可即時傳遞命令給載具；另一類為沒有繫繩，可獨立依照事前的設定工作，不須人類遙控的自主水下載具（autonomous underwater vehicles，AUVs），而AUV屬於機器人的一種。
目前商業上廣泛使用的是ROV，AUV多用於科學研究與軍事方面。

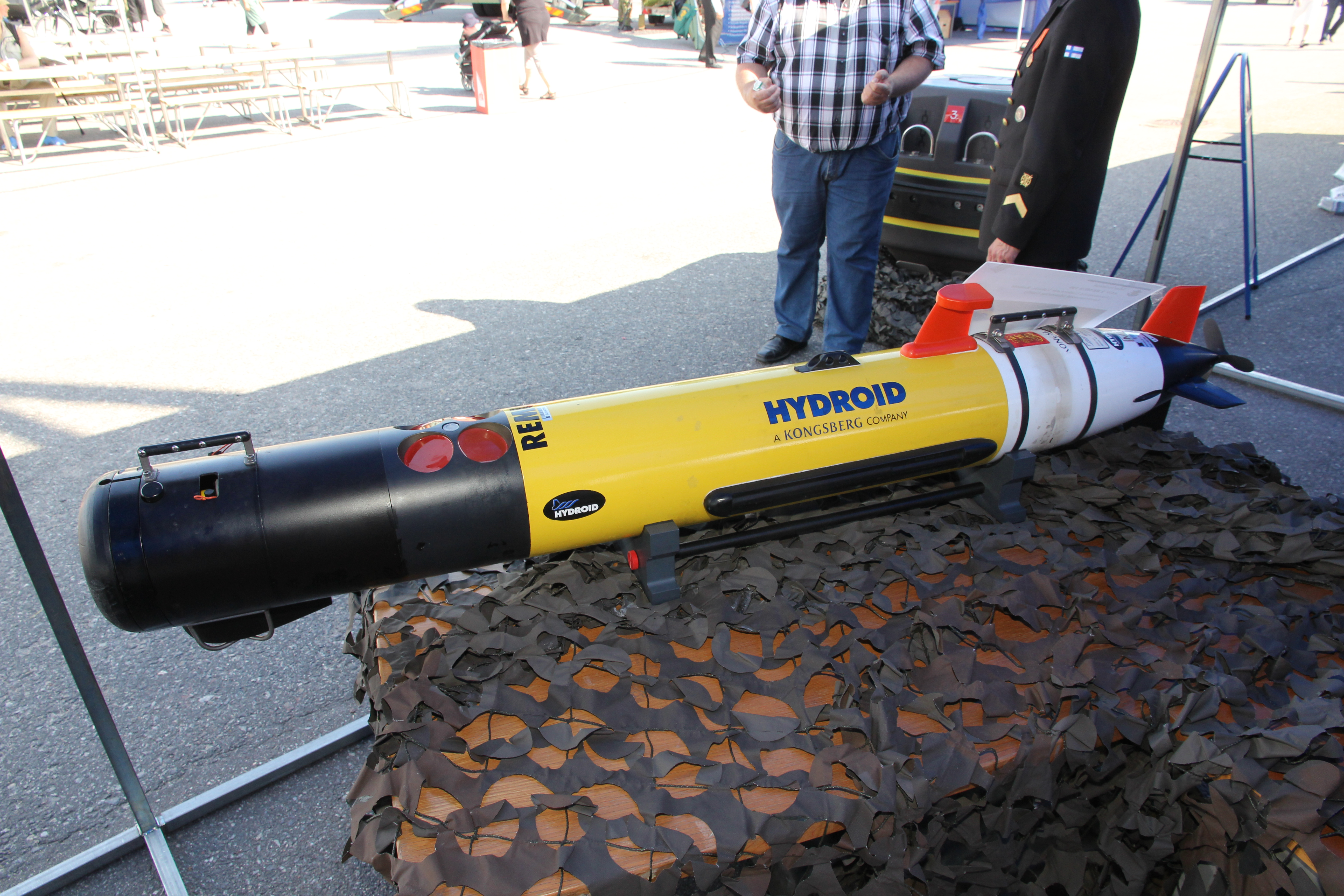
芬蘭海軍使用的REMUS 100

## 發展

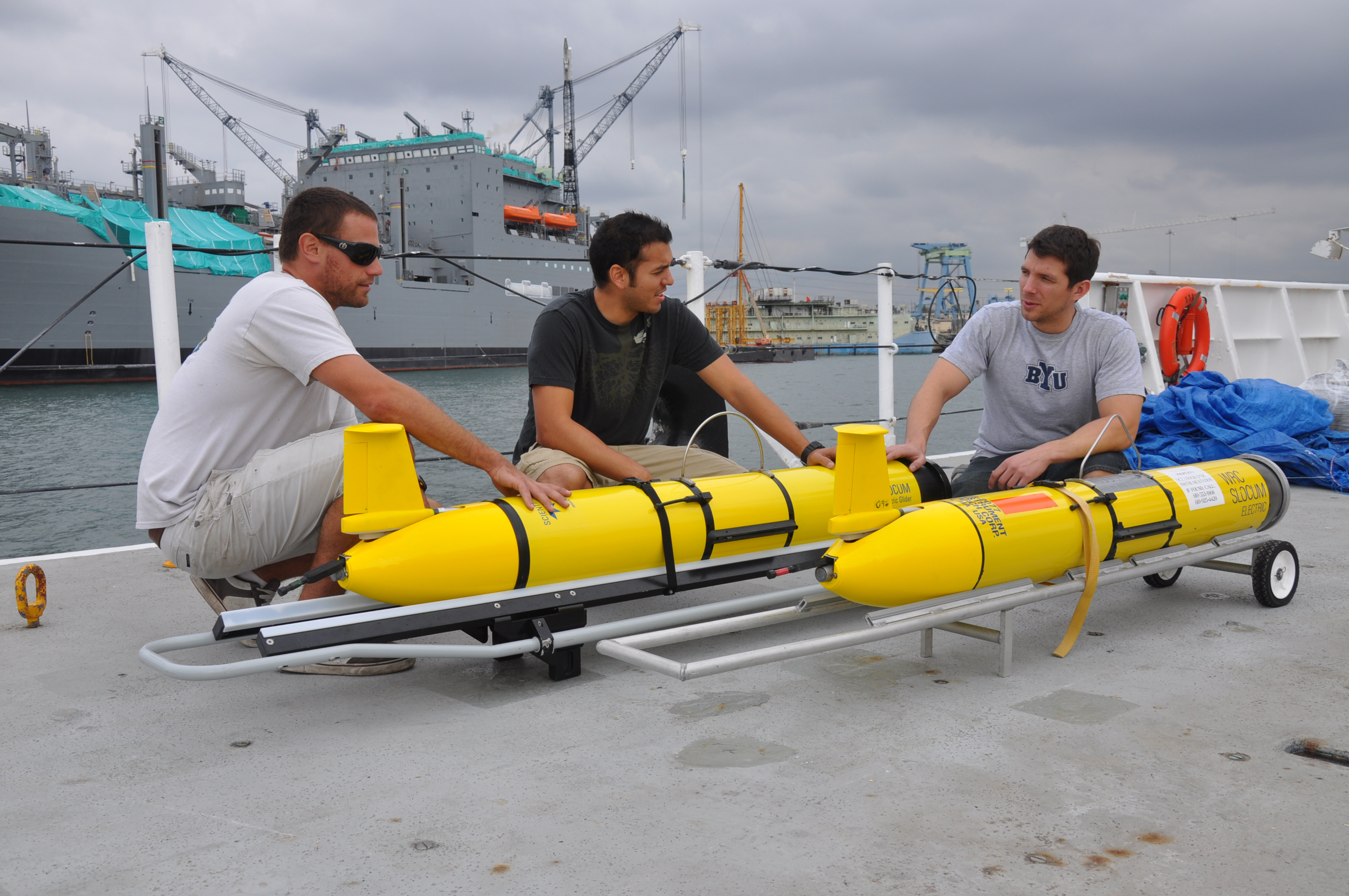
配置在鮑迪奇號，2016年12月被捕獲的美軍Littoral Battlespace Sensing-Glider (LBS-G，直譯為「近岸作戰空間感知滑翔機」，此為2010年資料照)

世界上第一部UUV是法國人第米特里·瑞比克夫（Dimitri Rebikoff）在1953年發明的，屬於ROV；在經過數十年的發展之後，在UUV領域取得一定的技術能力與優勢的國家為：美國、英國、法國、義大利、俄羅斯、日本、中國及瑞典等國。
最早將UUV投入軍事用途，並有公開紀錄的是美國海軍。1957年，由海軍研究辦公室注資，華盛頓大學應用物理實驗室（University of Washington's Applied Physics Laboratory）開發的水下專用研究載具（Special Purpose Underwater Research Vehicle，SPURV）試航成功。SPURV最大可下潛至3600公尺深，工作深度為3000公尺，動力為電池，每次可續航四至五小時，屬於AUV，主要用於海底水文資料調查 。SPURV一直被使用到1970年代，才由SPURV II取代。
水下滑翔機亦屬於AUV的分支之一，利用阿基米德浮體原理。雖然有續航力可達數千公里遠的優點，但因為負重能力差，且造價昂貴，僅有少數國家研究，例如2016年12月被捕獲的美軍UUV即屬於此種。2017年3月6日，中國宣稱“海翼”号：下潜6329米，打破之前美國創下的6000米記錄。